# راب لو
رابرت هپلر لو (انگلیسی: Robert Hepler Lowe؛ زاده ۱۷ مارس ۱۹۶۴) هنرپیشه اهل ایالات متحده آمریکا است.

## گزیده فیلمشناسی
از فیلم‌ها یا برنامه‌های تلویزیونی که راب لو در آن نقش داشته‌است می‌توان به آثار زیر اشاره کرد.

### فیلم
- بیگانگان (۱۹۸۳)
- کلاس (۱۹۸۳)
- هتل نیوهمپشایر (۱۹۸۴)
- بلوز آکسفورد (۱۹۸۴)
- آتش سنت المو (۱۹۸۵)
- یانگبلاد (۱۹۸۶)
- درباره شب قبل (۱۹۸۶)
- رقص محلی آمریکا (۱۹۸۷)
- بالماسکه (۱۹۸۸)
- غیرقانونی مال شما (۱۹۸۸)
- نفوذ بد (۱۹۹۰)
- عقب‌مانده تاریک (۱۹۹۱)
- جهان وین (۱۹۹۲)
- بهترین ساعات (۱۹۹۲)
- فرانک و جسی (۱۹۹۴)
- تامی کوچولو (۱۹۹۵)
- آبشارهای مالهالند (۱۹۹۶)
- آستین پاورز: مرد بین‌المللی رمز و راز (۱۹۹۷)
- تماس (۱۹۹۷)
- ششمین دیوانه (۱۹۹۸)
- آستین پاورز: جاسوسی که من را تکان داد (۱۹۹۹)
- قطار اتمی (۱۹۹۹)
- فرار تحت فشار (۲۰۰۰)
- استثنایی‌ها (۲۰۰۰)
- مجاورت (۲۰۰۰)
- آستین پاورز: در عضو طلایی (۲۰۰۲)
- نمایی از بالا (۲۰۰۳)
- جیمینی گلیک در لالاوود (۲۰۰۴)
- ممنون که سیگار می‌کشید (۲۰۰۵)
- آوای ارواح: بازگشت به خانه (۲۰۰۷)
- اختراع دروغ (۲۰۰۹)
- من با تو ذوب میشم (۲۰۱۱)
- جدا شدن (۲۰۱۱)
- مبارزه‌ی چاقویی (۲۰۱۲)
- پشت چلچراغ (۲۰۱۳)
- نوار سکس (۲۰۱۴)
- مصاحبه (۲۰۱۴)
- لیست جیبی (۲۰۱۶)
- ماشین‌های هیولا (۲۰۱۶)
- چگونه عاشقی لاتین‌تبار باشیم (۲۰۱۷)
- سربازان فوق‌العاده ۲ (۲۰۱۸)
- تعطیلات در طبیعت (۲۰۱۹)
- سگ گمشده (۲۰۲۳)

### مجموعه تلویزیونی
- پخش زنده شنبه شب (۱۹۹۰–۲۰۰۰)
- بال غربی (مجموعه تلویزیونی) (۱۹۹۹–۲۰۰۶)
- مرد خانواده (۲۰۰۷، ۲۰۰۹)
- پارک‌ها و تفریحات (۲۰۱۰–۲۰۱۵)
- کالیفرنیکیشن (۲۰۱۱–۲۰۱۴)
- نگهبانان شیردل (۲۰۱۹-۲۰۱۶)
- سامورایی ذهنی (۲۰۱۹)